# Охапкин, Сергей Осипович
Сергей Осипович Охапкин (1910—1980) — советский учёный и конструктор в области разработки ракетно-космической техники, доктор технических наук, профессор. Заслуженный деятель науки и техники РСФСР. Герой Социалистического Труда (1957). Лауреат Ленинской премии.

## Биография
Родился 2 октября 1910 года в Москве в рабочей семье.
С 1924 года в возрасте четырнадцати лет, начал свою трудовую деятельность учеником токаря на Московской ткацкой фабрике и без отрыва от производства обучался в средней школе, в 1932 году получив аттестат о среднем образовании.
С 1933 по 1938 год обучался в Московском авиационном институте, после окончания которого с отличием получил специализацию — инженер-механик в области самолётостроения. С 1938 по 1948 год, в течение десяти лет, работал инженером-расчётчиком, конструктором и старшим инженером в ЦКБ-29 у А. Н. Туполева и В. М. Мясищева и в ОКБ Ильюшина.
С 1948 года по предложению С. П. Королёва, С. О. Охапкин был назначен начальником сектора прочности НИИ-88, занимался вопросами динамики и прочности конструкций летательных аппаратов. С 1954 по 1966 год, в течение двенадцати лет, С. О. Охапкин являлся заместителем главного конструктора ОКБ-1, курировал все вопросы связанные с технической документацией по разработкам ракетно-космической техники и конструкторские подразделения. С. О. Охапкин был одним из участников создания межконтинентальной баллистической ракеты Р-7. С 1956 года С. О. Охапкин был руководителем группы проектировщиков по созданию головного обтекателя ракеты для защиты первого искусственного спутника Земли от воздействия атмосферы на участке его выведения.
20 апреля 1956 года Указом Президиума Верховного Совета СССР «за выдающиеся достижения в создании новой техники» Сергей Осипович Охапкин был награждён Орденом Ленина.
21 декабря 1957 года «закрытым» Указом Президиума Верховного Совета СССР «за заслуги в деле создания и запуска в Советском Союзе первого в мире искусственного спутника Земли» Сергей Осипович Охапкин был удостоен звания Героя Социалистического Труда с вручением Ордена Ленина и золотой медали «Серп и Молот».
С. О. Охапкин был одним из участников создания трёхступенчатой ракеты-носителя «Восток», на котором 12 апреля 1961 года был запущен в космос первый космонавт планеты Ю. А. Гагарин.
17 июня 1961 года Указом Президиума Верховного Совета СССР «за выдающиеся достижения в создании новой техники» Сергей Осипович Охапкин был награждён третьим Орденом Ленина.
С 1966 по 1980 год, в течение четырнадцати лет, С. О. Охапкин являлся первым заместителем главного конструктора Центрального конструкторского бюро экспериментального машиностроения, курировал работы по созданию ракеты-носителя сверхтяжёлого класса Н-1 для Советской лунной программы, занимался разработкой космического корабля «Союз», в 1972 году был руководителем работ по выведению ракеты-носителя «Протон» на орбиту долговременной орбитальной станции.
Помимо основной деятельностью, нанимался и педагогической работой: был доктором технических наук, профессором и занимал должность заместителя заведующего кафедрой Московского авиационного института.
Жил в Москве. Умер 5 марта 1980 года. Похоронен в Москве на Кунцевском кладбище.

## Награды
- Медаль «Серп и Молот» (21.12.1957)
- Три Ордена Ленина (20.04.1956; 21.12.1957; 17.06.1961)

### Звание
- Заслуженный деятель науки и техники РСФСР

### Премии
- Ленинская премия